# 闵恩泽
闵恩泽（1924年2月4日—2016年3月7日），男，原籍浙江吴兴（今湖州），生于四川成都，石油化工催化剂专家、中国科学院院士、中国工程院院士、第三世界科学院院士、英国皇家化学会会士。中国石油化工股份有限公司石油化工科学研究院学术委员会主任、高级工程师。

## 生平
1924年出生于四川成都。
1936年进入私立南薰中学初中就读，1938年初中毕业，考入四川省立成都中学。
1942年进入国立中央大学学习，1946年毕业于国立中央大学（南京大學）工学院化学工程系（今南京工業大學）。
1948年赴美自费留学，在俄亥俄州立大学攻读硕士学位，年底获硕士学位，1951年7月获美国俄亥俄州立大学博士学位，1951年在美国芝加哥纳尔科化学公司担任高级工程师
1955年回国在石油工业部北京石油炼制研究所工作。

### 学术贡献
1960年代主持开发了制造磷酸硅藻土叠合催化剂的混捏—浸渍新流程，通过中型试验提出了铂重整催化剂的设计基础，研制成功航空汽油生产急需的小球硅铝催化剂，主持开发成功微球硅铝裂化催化剂。1966年，闵恩泽正满腔热情地投入石油炼制技术的研发中，却被送进 “牛棚”，成了被调查和清查对象。1970年代被釋放，立即參與燃化部组织的“三氢会战”，又指导生产了新一代催化剂。
1980年当选为中国科学院学部委员（院士），1980年代起，开展了非晶态合金、负载型杂多酸等新催化材料和磁稳定床、悬浮催化蒸馏等新反应工程的导向性基础研究，成果已推向工业化，2005年“非晶态合金催化剂和磁稳定床反应工艺的创新与集成”获国家技术发明奖一等奖。近年来，进入绿色化学的研究领域，策划指导开发成功化纤单体己内酰胺生产的成套绿色技术和生物柴油制造新技术。
1993年当选第三世界科学院院士，1994年当选中国工程院院士。2007年9月18日荣获首届中国催化成就奖张大煜奖，2007年度国家最高科学技术奖获得者。感动中国2007年度人物之一。號稱中国催化剂之父。
2016年3月7日上午5时5分在北京逝世。代表作有《工业催化之路的求索》、《绿色石化技术的科学与工程基础》等。

## 家庭
其夫人是中国科学院院士、石油化学家陆婉珍。陆婉珍因病于2015年11月17日2时在北京逝世。

## 纪念
30991号小行星以他的名字命名。